# حزب النيل النوبي
حزب النيل النوبي هو حزب سياسي يركز على القضايا التي تخص المجتمع النوبي. يسعى الحزب لأن يتمتع النوبيون بمزيد من الحقوق والتمثيل في السياسة في مصر.